# Cambridge Park
Cambridge Park är en förort till Sydney i Australien. Den ligger i kommunen City of Penrith och delstaten New South Wales, i den sydöstra delen av landet, omkring 47 kilometer väster om centrala Sydney. Antalet invånare är 6 160.
Runt Cambridge Park är det tätbefolkat, med 442 invånare per kvadratkilometer.. Närmaste större samhälle är Glenmore Park, nära Cambridge Park.